# Interpump Group
Interpump Group — итальянская компания, специализирующаяся на производстве водяных насосов высокого и сверхвысокого давления и одна из ведущих мировых машиностроительных групп в гидравлическом секторе.
Акции компании котируются на Итальянской фондовой бирже и входят в состав индексов FTSE MIB и FTSE Italia STAR Миланской фондовой биржи.

## История
Компанию основал Фульвио Монтипо из Баизо, сын каменщика, сезонно работавшего в Швейцарии. С 1967 года Фульвио Монтипо работал в промышленной компании Bertolini, но в 1977 году решил основать свою фирму в городе Сант-Иларио-д’Энца (провинция Реджо-Эмилия). Финансово ему помогли местные предприниматели, купившие долю в 40 %. Основной инновацией Монтипо были поршни с керамическими головками, которые были легче и прочнее стальных. Компания начала быстро расти, и через 3 года Монтипо смог выкупить доли партнёров.
С 1990-х годов Interpump начала расширять сферу своих интересов, приобретая другие компании в области профессиональных уборочных машин и электродвигателей. К началу 1990-х годов в ней работало 200 человек. В 1995 году Монтипо продал компанию инвестиционному фонду BC Partners, посвятив себя коневодству и недвижимости. В 1996 году компания провела IPO на Миланской фондовой бирже и со следующего года начала увеличивать свою долю в гидравлическом секторе за счёт поглощения конкурентов. С 1999 года Монтипо начал выкупать акции своей компании обратно и к 2003 году стал её крупнейшим акционером и председателем совета директоров.
В 2005 году было продано подразделение, связанное с уборочными машинами, после репозиционирования в более технологичных секторах. В 2007 году компания вышла на рынок США после покупки компании Nib, одного из крупнейших операторов систем высокого давления.
В 2016 году Interpump купила Tekno Tubi, компанию, специализирующуюся на обработке жестких труб.
В 2018 году Intermpump взяла на себя международную деятельность Gs-Hydro после двух других приобретений, сделанных в 2017 году: английской Bristol Hoss и испанской Inoxpa за 76 миллионов долларов, таким образом войдя в сектор оборудования для пищевой, косметической и фармацевтической промышленности. В феврале 2019 года она приобрела 75 % канадской компании Hydra Dyne Tech за 17,2 млн долларов, владеющей технологией LocSeal и базирующейся в Онтарио.

## Собственники и руководство
Крупнейшим акционером является Gruppo IPG Holding (23,56 % акций), она, в свою очередь, контролируется компанией Tamburi Investment Partner (33,7 % акций); конечными бенефициарами являются члены семьи Монтипо.
- Фульвио Монтипо (Fulvio Montipò, род. в 1944 году) — основатель, председатель совета директоров.
- Фабио Марази (Fabio Marasi) — генеральный директор с 2016 года.

## Деятельность
Выручка Interpump Group за 2023 год составила 2,24 млрд евро, основными рынками для компании были Италия (16 % выручки), остальная Европа (36 %), Северная Америка (28 %), Дальний Восток и Океания (11 %).
Основными категориями продукции были гидравлические комплектующие для нефтяной промышленности (насосы, силовые установки, клапаны, 73 % продаж) и насосы высокого давления для воды (27 % продаж).

## Дочерние компании
- Водный сектор: Interpump Group S.p.A. (Bertoli (Парма)[15], Pratissoli Pompe, Mariotti & Pecini, Ricci Engineering), General Pump Inc., Hammelmann GmbH (нем.), Inoxihp Srl, Inoxpa SA, NLB Corporation Inc.

- Нефтяной сектор: Walvoil S.p.A. (Galtech; Hydrocontrol), Avi Srl, Contarini Leopoldo Srl, American Mobile Power Inc., Hydroven Srl, IMM Hydraulics SpА., Interpump Hydraulics Sp.A. (HS Penta; Hydrocar; Modenflex Hydraulics; PZB), Mega Pacific New Zeland, Mega Pacific Pty Ltd, Muncie Power Inc., Oleodinamica Panni Srl, Takarada Industria e Comercio lta, Teknotubi Srl, Tubiflex SpК.

## Международное присутствие
Interpump присутствует в следующих странах как минимум с одной из компаний группы:
- Америка: Канада, Соединенные Штаты Америки, Бразилия, Чили;
- Европа: Италия, Франция, Испания, Англия, Германия, Румыния, Болгария;
- Африка: Южная Африка;
- Азия: Объединенные Арабские Эмираты, Китай, Индия, Южная Корея;
- Океания: Австралия, Новая Зеландия.

## Примечание
1. 1 2 3 4 5 6 7  Interpump Group SpA (англ.). Reuters. Дата обращения: 11 июня 2024. Архивировано 7 июля 2022 года.
2. 1 2 3 4  Interpump Group S.p.A. – MarketScreener (англ.). Superperformance. Дата обращения: 11 июня 2024. Архивировано 11 июня 2024 года.
3. ↑  Interpump. Дата обращения: 17 октября 2022. Архивировано из оригинала 17 октября 2022 года.
4. ↑  Leader mondiale con il 50% del mercato delle pompe idrauliche. Дата обращения: 17 октября 2022. Архивировано 21 октября 2022 года.
5. ↑  Quotazioni Interpomp Group. Дата обращения: 17 октября 2022. Архивировано 3 февраля 2018 года.
6. 1 2  It Took This Italian Entrepreneur 44 Years To Become A Billionaire (англ.). Forbes (27 апреля 2021). Дата обращения: 11 июня 2024. Архивировано 11 июня 2024 года.
7. ↑  Il figlio del muratore emigrato ora guida un impero miliardario (8 августа 2016). Дата обращения: 17 октября 2022. Архивировано 19 октября 2022 года.
8. 1 2  Montipò, il giapponese della Via Emilia (23 ноября 2009). Дата обращения: 17 октября 2022. Архивировано 21 октября 2022 года.
9. ↑  Premiata Interpump. Дата обращения: 5 февраля 2018. Архивировано из оригинала 5 февраля 2018 года.
10. ↑  Andrea Giacobino. Niente lussi per la cassaforte di Intermpump, va tutto a riserva l'utile di IPG Holding (8 января 2018). Дата обращения: 17 октября 2022. Архивировано 17 октября 2022 года.
11. ↑  Daniela Polizzi, Le cento prede di Montipò in L’Economia del Corriere della Sera, 13 novembre 2017
12. ↑  Intermpump acquisisce la canadese Hydra Dyne Tech (25 февраля 2019). Дата обращения: 17 октября 2022. Архивировано 17 октября 2022 года.
13. ↑  Gruppo IPG Holding acquires stake in Interpump Group (англ.). Reuters (20 марта 2017). Дата обращения: 11 июня 2024. Архивировано 16 мая 2021 года.
14. ↑  Fulvio Montipò & family (англ.). Forbes. Дата обращения: 11 июня 2024. Архивировано 11 июня 2024 года.
15. ↑  Пресс-релиз о покупке компании Bertoli из Пармы, 16 мая 2015 года. Дата обращения: 22 июня 2024. Архивировано 22 июня 2024 года.